# Brazzaville
Brazzaville è una città-dipartimento del Congo. È la capitale e la città più popolosa della Repubblica del Congo. Già capitale dell'Africa Equatoriale Francese, sorge sul fiume Congo, di fronte alla città di Kinshasa. Amministrativamente costituisce una regione autonoma suddivisa in distretti.

## Storia
Fondata nel 1880 dall'italiano Pietro Savorgnan di Brazzà, la città non crebbe in modo molto ordinato. È infatti caratterizzata da più strade che si incrociano in più punti in modo disordinato e da edifici posizionati lontano dalle strade. È un importante centro di comunicazioni ferroviarie e fluviali per l'esportazione dell'avorio e del caucciù.
Nel febbraio 1944 vi si tenne la conferenza del Comitato francese di Liberazione nazionale, che gettò le basi dell'Unione francese. Fino agli anni sessanta, la città era divisa in sezioni europee (il centro della città) e africane (Poto-Poto, Bacongo e Makélékélé). Nel 1980 è diventata un “comune” separato dal circostante Dipartimento di Pool e suddiviso in nove “arrondissement” secondo il modello amministrativo francese.
Dalla fine del XX secolo, la città è stata spesso teatro di guerre, compresi i conflitti interni tra forze ribelli e governative. È stata inoltre una base dei conflitti tra le forze della Repubblica del Congo, della Repubblica Democratica del Congo (RDC) e dell'Angola. Negli anni novanta, le guerre civili hanno causato migliaia di morti tra i civili e costretto centinaia di migliaia di rifugiati a fuggire dalla città.
Più recentemente, migliaia di persone che hanno lasciato la RDC si sono dirette a Brazzaville; la forza locale delle Nazioni Unite e il governo della RDC hanno accusato la città di aver deportato migliaia di questi rifugiati. Nell'aprile 2016 si sono verificati scontri tra la polizia e le unità della milizia locale, con almeno 18 morti.

## Clima
| Brazaville          | Mesi | Mesi | Mesi | Mesi | Mesi | Mesi | Mesi | Mesi | Mesi | Mesi | Mesi | Mesi | Stagioni | Stagioni | Stagioni | Stagioni | Anno  |
| Brazaville          | Gen  | Feb  | Mar  | Apr  | Mag  | Giu  | Lug  | Ago  | Set  | Ott  | Nov  | Dic  | Inv      | Pri      | Est      | Aut      | Anno  |
| ------------------- | ---- | ---- | ---- | ---- | ---- | ---- | ---- | ---- | ---- | ---- | ---- | ---- | -------- | -------- | -------- | -------- | ----- |
| T. max. media (°C)  | 30,7 | 31,3 | 32,2 | 32,2 | 31,2 | 28,6 | 27,4 | 29,1 | 30,8 | 31,3 | 30,7 | 30,2 | 30,7     | 31,9     | 28,4     | 30,9     | 30,5  |
| T. min. media (°C)  | 20,9 | 21,4 | 21,5 | 21,8 | 21,5 | 19,0 | 17,5 | 18,5 | 20,1 | 21,2 | 21,4 | 21,1 | 21,1     | 21,6     | 18,3     | 20,9     | 20,5  |
| Precipitazioni (mm) | 150  | 126  | 177  | 195  | 122  | 7    | 2    | 4    | 35   | 132  | 253  | 173  | 449      | 494      | 13       | 420      | 1 376 |

## Geografia antropica

### Suddivisioni amministrative
La città è suddivisa in 9 arrondissement:
- Arrondissement 1 Makélékélé
- Arrondissement 2 Bacongo
- Arrondissement 3 Poto-poto
- Arrondissement 4 Moungali
- Arrondissement 5 Ouenzé
- Arrondissement 6 Talangaï
- Arrondissement 7 M’filou
- Arrondissement 8 Madibou
- Arrondissement 9 Djiri

Gli arrondissement sono amministrati da un amministratore-sindaco (administrateur-maire), nominato per decreto presidenziale.

## Monumenti e luoghi d'interesse
L'edificio più alto della città e del Paese è la torre Nabemba, alta 106 metri.

## Infrastrutture e trasporti

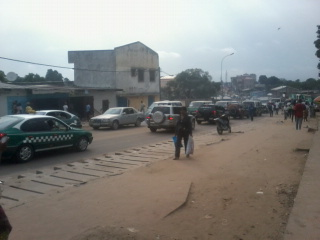
Taxi congolesi tipici del Paese

Il principale mezzo di trasporto è l'autobus, di cui i più diffusi sono il Toyota Coaster o HiAce, e sono condotti da privati. I taxi a seconda delle distanze si negoziano da 700 a 1500 CFA (da 1 a 2 €). Ci sono anche dei taxi collettivi soprannominati 100-100. Sia i taxi che gli autobus, sono facilmente riconoscibili dal colore verde e bianco. I taxi rappresentano circa il 70% del parco auto circolante in città.
Brazzaville è situata a 512 km da Pointe-Noire, seconda città del Congo, tramite la strada, ma Brazzaville e Pointe-Noire sono anche collegate via ferrovia Congo-Océan, costruita tra il 1931 e il 1934 costata la vita di 17 000 operai.